# Xã Douglas, Quận Boone, Iowa
Xã Douglas (tiếng Anh: Douglas Township) là một xã thuộc quận Boone, tiểu bang Iowa, Hoa Kỳ. Năm 2010, dân số của xã này là 2.537 người.